# Nová Říše
Nová Říše település Csehországban, a Jihlavai járásban. Nová Říše Červený Hrádek, Dyjice, Dolní Vilímeč, Bohuslavice, Krasonice, Zdeňkov, Vystrčenovice és Vápovice településekkel határos. Lakosainak száma 876 fő (2024. január 1.).

## Népesség
A település lakosságának változását az alábbi diagram mutatja:
| Lakosok száma | 1149 | 1115 | 1161 | 918  | 787  | 834  | 824  | 817  | 811  | 876  |
|               | 1869 | 1900 | 1921 | 1961 | 1980 | 2011 | 2016 | 2019 | 2021 | 2024 |